# Dacrydium araucarioides
Dacrydium araucarioides — вид хвойних рослин родини подокарпових.
Видовий епітет вказує на схожість листя і листового гілля на те, що у роду Araucaria.

## Опис
Дерева, зазвичай 3-6 м заввишки. Кора товста, луската, груба, темно-коричнева і трохи волокниста всередині, більш-менш гладка на молодих деревах, стаючи сірою з віком. Гілки розлогі й відкриті, пізніше ростуть у вигляді канделябр. Листки молодих дерев голчасті, щільні, вигнуті, довжиною 12 мм. Перехідні листки короткі і товсті, 5-7 мм завдовжки (дуже схожі на листки дорослих рослин Dacrydium balansae, але трохи більші). Дорослих дерев листки розвиваються поступово від перехідних, лускоподібні, лінійно-довгасті, 3-5 мм завдовжки 1-1,4 мм шириною, щільно перекриваються в багатьох рядках, жорсткі, сильно вигнуті, стаючи тупими на верхівці. Пилкові шишки циліндричні, 9-18 мм завдовжки і 2,5-3 мм в діаметрі. Насіннєві шишки 8—10 мм довжини, багрянисто-червоні у зрілості. Насіння буває 1-3 на шишку, з тупою вершиною, довжиною 4,5 мм, коричневе.

## Поширення, екологія
Цей вид поширений у нижньо- і середньо-гірській макі рослинності в південній та центральній частині Нової Каледонії на висотах 100-750 м; загалом же росте від рівня моря до 1150 м над рівнем моря. У межах ареалу, середня річна температура становить 21,2°C, з середнім мінімумом в найхолодніший місяць 14.2°C, а середня річна кількість опадів 1913 мм.

## Використання
Використання не записане для цього виду

## Загрози та охорона
У деяких місцях гірничий видобуток може бути загрозою. Зустрічається в кількох охоронних територіях.